# Субдіалект
Субдіале́кт (від латинського префілку лат. sub- / "під" та давньогрецьке слово дав.-гр. διάλεκτος / "розмова") також відомий українською як гові́рка  — найменша одиниця територіальної диференціації діалектичної мови.
Структуровий зв'язок між всіма діалектичними підвидами наступний: мова → супрадіалект/наріччя → діалект/говір → субдіалект/говірка.

## Опис
Говірка відзначається єдністю структури, протиставляється іншим Говіркам набором диференційних ознак на фонетичному, акцентуаційному, граматичному, лексичному, семантичному рівнях.
Близькі за визначальними рисами Говірки утворюють групи говірок і говори. Сукупність усіх говірок складає діалектичну мову. Говірка є центром, об’єктом описової діалектології (див. Свєнціцький І. Бойківський говір с. Бітлі. — 1913.), картографування у лінгвістичних атласах.
Як приклад можна навести львівську ґвару.